# Liste von Aktionen der ETA
Die Liste von Aktionen der ETA enthält eine unvollständige Aufstellung der bedeutendsten Sprengstoffanschläge, Morde, Entführungen und Überfälle der baskischen Terrororganisation Euskadi Ta Askatasuna, denen ab 1961 über 800 Menschen zum Opfer fielen.
Zur großen Übersicht siehe Liste von Terroranschlägen.

## Liste
| Datum              | Ort              | Vorfall | Tote | Verletzte |
| ------------------ | ---------------- | --- | ---- | --------- |
| 28.6.1960          | San Sebastián    | Bombenattentat am Amara-Bahnhof in San Sebastián                                                                        | 1    |           |
| 18. Juli 1961      |                  | Etarras versuchen, einen Zug mit Veteranen der Falange aus den Schienen zu reißen. Die Operation misslingt.             |      |           |
| 24. September 1965 |                  | Etarras rauben einen gepanzerten Geldtransport aus.                                                                     |      |           |
| 12. April 1967     | Villabona        | Etarras rauben eine Bank in Villabona aus.                                                                              |      |           |
| 7. Juni 1968       |                  | Etarras töten während eines Feuergefechtes einen Beamten der Guardia Civil.                                             | 1    |           |
| 2. August 1968     | Irun             | Etarras ermorden einen hochrangigen Offizier der politischen Polizei.                                                   | 1    |           |
| 29. August 1972    |                  | Etarras töten während eines Feuergefechtes einen Beamten der Guardia Civil.                                             | 1    |           |
| 16. Januar 1973    |                  | Etarras entführen einen baskischen Unternehmer. Nach der Zahlung des Lösegeldes wird dieser am 26. Januar freigelassen. |      |           |
| 20. Dezember 1973  | Madrid           | Sprengstoffanschlag in Madrid auf Admiral Carrero Blanco. Der Premierminister und zwei Leibgardisten sterben.           | 3    |           |
| 13. September 1974 | Madrid           | Sprengstoffanschlag auf Polizeibeamte in einem Café.                                                                    | 13   | 77        |
| 28. Dezember 1974  | Vitoria-Gasteiz  | Etarras rauben eine Bank aus.                                                                                           |      |           |
| 30. März 1975      | San Sebastian    | Etarras ermorden einen Polizeiinspektor.                                                                                | 1    |           |
| 22. April 1975     | Algorta          | Etarras ermorden einen Polizeibeamten.                                                                                  | 1    |           |
| 14. Mai 1975       | Guernica         | Etarras ermorden einen Beamten der Guardia Civil.                                                                       | 1    |           |
| 5. Oktober 1975    | Gipuzkoa         | Sprengstoffanschlag auf Polizeiwagen.                                                                                   | 3    |           |
| 24. November 1975  | Gipuzkoa         | Etarras ermorden den Bürgermeister eines Kleinortes.                                                                    | 1    |           |
| 12. April 1976     |                  | Etarras töten während eines Feuergefechtes zwei Beamte der Guardia Civil.                                               | 2    |           |
| 25. April 1976     | Barakaldo        | Sprengstoffanschlag mit Sprengfalle auf Beamte der Guardia Civil.                                                       | 1    |           |
| 4. Oktober 1976    | San Sebastian    | Etarras ermorden den Abgeordneten und Präsidenten der Region Gupizkoa Juan de Araluce zusammen mit 4 Leibgardisten.     | 5    |           |
| 8. Oktober 1977    | Guernica         | Etarras ermorden den Abgeordneten und Präsidenten der Region Vizcaya Augusto Unceta zusammen mit 2 Leibgardisten.       | 3    |           |
| 9. Mai 1978        | Pamplona         | Sprengstoffanschlag auf Polizeibeamten der Guardia Civil.                                                               | 1    |           |
| 25. September 1978 | San Sebastian    | Etarras ermorden in San Sebastian 2 Beamte der Guardia Civil.                                                           | 2    |           |
| 22. Oktober 1978   | Getxo            | Etarras töten während eines Feuergefechtes drei Beamte der Guardia Civil.                                               | 3    |           |
| 28. Juli 1979      | Bilbao           | Sprengstoffanschlag auf Zivilziele.                                                                                     | 4    |           |
| 29. Juli 1979      | Madrid           | Sprengstoffanschlag auf Zivilziele.                                                                                     | 7    | 100       |
| 1. Februar 1980    |                  | Etarras töten während eines Feuergefechtes sechs Beamte der Guardia Civil. 2 Etarras sterben bei dem Angriff.           | 8    |           |
| 20. September 1980 | Markina          | Etarras töten während eines Feuergefechtes vier Beamte der Guardia Civil.                                               | 4    |           |
| 3. November 1980   | Zarautz          | Etarras töten während eines Feuergefechtes vier Beamte der Guardia Civil.                                               | 4    |           |
| 14. September 1982 | Renteria         | Etarras töten während eines Feuergefechtes vier Beamte der Guardia Civil.                                               | 4    |           |
| 18. September 1985 | Madrid           | Sprengstoffanschlag auf Zivilziele.                                                                                     | 1    | 16        |
| 26. Februar 1986   | Madrid           | Sprengstoffanschlag auf Admiral Cristobal Colòn in Madrid. Der Admiral und ein Leibgardist sterben.                     | 2    |           |
| 14. Juli 1986      | Madrid           | Sprengstoffanschlag auf Polizeibus.                                                                                     | 12   | 50        |
| 20. Juni 1987      | Barcelona        | Sprengstoffanschlag auf Kaufhaus.                                                                                       | 21   | 45        |
| 11. Dezember 1987  | Saragossa        | Sprengstoffanschlag auf Kaserne der Guardia Civil.                                                                      | 11   |           |
| 15. Juli 1989      | Sabadell         | Sprengstoffanschlag auf Polizeibus.                                                                                     | 8    | 35        |
| 8. Dezember 1990   | Sabadell         | Sprengstoffanschlag auf Polizeibus.                                                                                     | 6    |           |
| 29. Mai 1991       | Vic              | Sprengstoffanschlag mit ferngesteuerter Autobombe auf Polizeikaserne.                                                   | 9    |           |
| Ende Juni 1991     | Madrid           | Parallele Sprengstoffanschläge auf Polizeifahrzeuge in Madrid.                                                          | 9    |           |
| 16. September 1991 | Alicante         | Sprengstoffanschlag auf Polizeikaserne.                                                                                 | 3    |           |
| 6. Februar 1992    | Madrid           | Sprengstoffanschlag auf Armeebus.                                                                                       | 5    | 7         |
| 21. Juni 1993      | Madrid           | Sprengstoffanschlag auf Armeebus.                                                                                       | 7    | 20        |
| 29. Juli 1994      | Madrid           | Sprengstoffanschlag auf General der Armee.                                                                              | 3    |           |
| 19. April 1995     | Madrid           | Sprengstoffanschlag auf José María Aznar in Madrid. 1 toter Leibwächter.                                                | 1    |           |
| 11. Dezember 1995  | Madrid           | Sprengstoffanschlag auf Marinebus in Madrid.                                                                            | 6    | 17        |
| 13. Juli 1997      |                  | Etarras entführen und ermorden Miguel Ángel Blanco.                                                                     | 1    |           |
| 22. Februar 2000   | Vitoria-Gasteiz  | Sprengstoffanschlag auf Vorsitzenden der PSOE der Provinz Alava in Vitoria-Gasteiz.                                     | 2    |           |
| 7. August 2000     | Bilbao           | Sprengstoffanschlag auf Zivilziele in Bilbao misslingt. 4 Etarras sterben.                                              | 4    |           |
| 8. August 2000     | Madrid           | Sprengstoffanschlag auf Zivilziele in Madrid. 11 Verwundete.                                                            | 0    | 11        |
| 9. Oktober 2000    | Granada          | Schusswaffenattentat auf den Oberstaatsanwalt Luis Portero Garcia                                                       | 1    | 0         |
| 22. Oktober 2000   | Vitoria-Gasteiz  | Sprengstoffanschlag auf Gefängnisaufseher.                                                                              | 1    |           |
| 30. Oktober 2000   |                  | Sprengstoffanschlag auf Richter José Francisco Querol.                                                                  | 4    |           |
| 11. November 2000  | San Sebastian    | Sprengstoffanschlag auf Polizeikaserne in San Sebastian.                                                                | 0    | 11        |
| 22. November 2000  | Barcelona        | Etarras ermorden den Politiker Ernest Lluch in Barcelona.                                                               | 1    |           |
| 14. Dezember 2000  |                  | Sprengstoffanschlag auf katalanischen Kommunalpolitiker. 1 Toter.                                                       | 1    |           |
| 22. Februar 2001   | San Sebastián    | Sprengstoffanschlag auf Kommunalpolitiker der PSOE in San Sebastián.                                                    | 2    | 4         |
| 9. März 2001       | Hernani          | Sprengstoffanschlag auf Polizeitrupp.                                                                                   | 1    |           |
| 17. März 2001      | Roses            | Sprengstoffanschlag auf katalanischen Polizeitrupp.                                                                     | 1    | 1         |
| 8. Mai 2001        | Saragossa        | Etarras ermorden den PP-Vorsitzenden in Aragonien Manuel Jiménez Abad.                                                  | 1    |           |
| 10. Juli 2001      | Madrid           | Sprengstoffanschlag auf Polizeitrupp.                                                                                   | 1    | 13        |
| 23. November 2001  | Beasain          | Etarras töten während eines Feuergefechtes zwei Beamte der Ertzaintza.                                                  | 2    |           |
| 22. Juni 2002      | Fuengirola       | Sprengstoffanschlag auf Zivilziele in Fuengirola.                                                                       | 0    | 6         |
| 4. August 2002     | Santa Pola       | Sprengstoffanschlag auf Zivilziele in Santa Pola (Alicante). 2 Tote.                                                    | 2    |           |
| 24. September 2002 | Berástegui       | Sprengstoffanschlag auf Polizeitrupp.                                                                                   | 1    |           |
| 30. Mai 2003       | Sangüesa         | Sprengstoffanschlag auf Polizeitrupp in Sangüesa (Navarra).                                                             | 2    | 2         |
| 22. Juli 2003      | Benidorm         | Sprengstoffanschlag auf Touristenhotel.                                                                                 | 1    | 12        |
| 9. Februar 2005    | Madrid           | Sprengstoffanschlag auf Zivilziele.                                                                                     | 0    | 45        |
| 31. Januar 2005    | Denia            | Sprengstoffanschlag auf Hotel.                                                                                          | 0    | 2         |
| 25. Mai 2005       | Madrid           | Sprengstoffanschlag auf Zivilziele.                                                                                     | 0    | 52        |
| 30. Dezember 2006  |                  | Sprengstoffanschlag auf den Flughafen Madrid-Barajas.                                                                   | 2    | 26        |
| 25. Juli 2007      |                  | Sprengstoffanschlag auf Etappe des Tour de France. Keine Verwundeten.                                                   | 0    | 0         |
| 24. August 2007    | Durango          | Sprengstoffanschlag auf Polizeitrupp.                                                                                   |      | 2         |
| 9. Oktober 2007    | Bilbao           | Sprengstoffanschlag auf PSE-Politiker. 1 Leibwächter verwundet.                                                         | 0    | 1         |
| 2. Dezember 2007   | Capbreton        | Sprengstoffanschlag auf Guardia Civil in Capbreton (Frankreich).                                                        | 2    |           |
| 7. März 2008       | San Sebastián    | Etarras ermorden PSOE-Politiker Isaias Carrasco.                                                                        | 1    |           |
| 14. Mai 2008       | Legutiano        | Sprengstoffanschlag auf Polizeikaserne.                                                                                 | 1    | 4         |
| 21. September 2008 | Madrid           | Sprengstoffanschlag auf Zivilziele.                                                                                     | 0    | 6         |
| 22. September 2008 | Santoña          | Sprengstoffanschlag auf Armeekaserne.                                                                                   | 1    |           |
| 30. Oktober 2008   | Pamplona         | Sprengstoffanschlag auf Universität.                                                                                    | 0    | 23        |
| 3. Dezember 2008   | Azpeitia         | Etarras ermorden Unternehmer Ignacio Uria Mendizabal.                                                                   | 1    |           |
| 31. Dezember 2008  | Bilbao           | Sprengstoffanschlag auf Rundfunkzentrale.                                                                               | 0    | 0         |
| 9. Februar 2009    | Madrid           | Sprengstoffanschlag auf Fabrikgebäude.                                                                                  | 0    | 0         |
| 19. Juni 2009      | Arrigoriaga      | Sprengstoffanschlag auf Polizeiinspektion.                                                                              | 1    |           |
| 9. Juli 2009       | Durango          | Sprengstoffanschlag auf Parteisitz der PSE in Durango.                                                                  | 0    | 0         |
| 29. Juli 2009      | Burgos           | Sprengstoffanschlag auf Polizeikaserne in Burgos.                                                                       |      | 66        |
| 30. Juli 2009      | Palma            | Sprengstoffanschlag auf Polizeifahrzeug.                                                                                | 2    |           |
| 16. März 2010      | Dammarie-les-Lys | Etarras töten während eines Feuergefechtes in Dammarie-les-Lys (Frankreich) einen französischen Polizisten.             | 1    |           |